# 아네르스 W. 베르텔센
아네르스 보스코우 베르텔센(덴마크어: Anders Wodskou Berthelsen, 1969년 9월 28일 ~ )은 덴마크의 배우이다.

## 영화
- 디트 & 루이스 (2018년)
- 컴백 (2015년)
- 더 카르텔 (2014년)
- 스피드 워킹 (2014년)
- 수퍼클라시코 (2011년)
- 로사 모레나 (2010년)
- 어버브 더 스트리트, 빌로우 더 워터 (2009년)
- G-포스: 기니피그 특공대 (2009년)
- 두 개의 세계 (2008년)
- 댄센 (2008년)
- 왓 노 원 노우 (2008년)
- 세실리 (2007년)
- 아일랜드 오브 로스트 소울 (2007년)
- 저스트 어나더 러브 스토리 (2007년)
- 우리는 승리하리라 (2006년)
- 이다는 은행강도 (2002년)
- 초급자를 위한 이태리어 (2000년)
- 웨이트 오브 워터 (2000년)
- 미후네 (1999년) - 길을 잃은 남자, 크라이스텐 역